# Polisportiva Fascista Mario Umberto Borzacchini 1938-1939
Questa voce raccoglie le informazioni riguardanti la Polisportiva Fascista Mario Umberto Borzacchini nelle competizioni ufficiali della stagione 1938-1939.